# 静岡県立農林環境専門職大学短期大学部
静岡県立農林環境専門職大学短期大学部（しずおかけんりつのうりんかんきょうせんもんしょくだいがくたんきだいがくぶ、英語: Shizuoka Professional University Junior College of Agriculture）は、静岡県磐田市富丘678-1に本部を置く公立の専門職短期大学。愛称はアグリフォーレ。 

## 概観
- 静岡県磐田市に所在する日本の公立専門職短期大学であり、設置主体は静岡県[1]。
- 2020年4月に1学科体制で開学した。
- 1900年において農業後継者を養成するために発足した農事試験所を源流とし[2]、以後幾度も名称変更や改組等を経て1999年に静岡県立農林大学校となる。
- 上記の学校で培ってきた実績をもとに、2018年10月に専門職短期大学の設置認可に関する申請を行い、2019年8月30日に文部科学省から認可される[3]。
- 初代学長として農学者の鈴木滋彦が就任した[注 1]。
- 専門職短期大学であるため、短期大学卒で得られる短期大学士の学位と同等の「農林業短期大学士（専門職）」の学位が授与される[4]。
- 日本初の公立専門職短期大学で、一般の公立短期大学も含めて考えると、1999年に設置された香川県立医療短期大学以来21年振りである。
- 4年制学部の入学定員24名に対し、短期大学部は100名[5]

## 教育及び研究
- 基本的に4年生の学部と類似した内容となっているが、そちらは農林業経営のプロフェッショナルを養成する[6]に対して、短期大学部では農林業生産のそれの意味合いが強いものとなっている[5]
- 『静岡学』と称した一般教養科目がある[5]

## 沿革
- 2018年

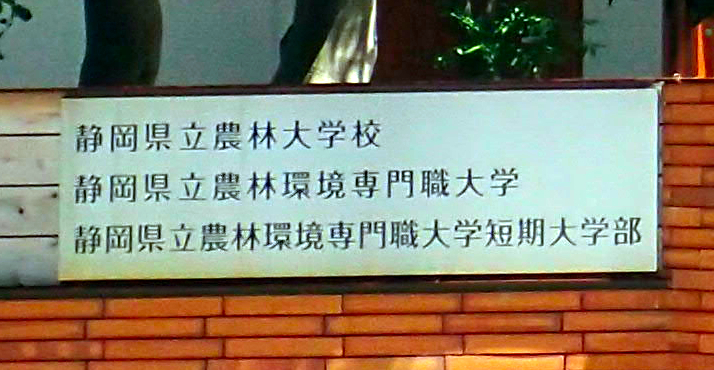
静岡県立農林大学校の銘板。2020年4月から2022年3月まではキャンパスを静岡県立農林環境専門職大学短期大学部と共用するため、校名が併記されている

  - 10月 文部科学省に静岡県立農林環境専門職大学短期大学部設立認可に関する申請を提出。
- 2019年
  - 8月30日 左記を以て文部科学省より専門職短期大学の設置が認可される[3]。
- 2020年
  - 4月1日 静岡県立農林環境専門職大学短期大学部が以下の学科体制にて開学[注 2]。
    - 生産科学科 入学定員100名
- 2022年
  - 3月 初の卒業生を出す[注 3]。

## 所在地
- 静岡県磐田市富丘678-1
  - 東海旅客鉄道東海道本線磐田駅下車。さらに、遠鉄バスに乗車。

## 教育組織

### 学科
- 生産科学科 入学定員100名[注 4]

### 研究
- 『アグリフォーレ・レポート:静岡県立農林環境専門職大学・静岡県立農林環境専門職大学短期大学部紀要・年報 = Agrifore report : bulletin and annual report Shizuoka Professional University of Agriculture, Shizuoka Professional University Junior College of Agriculture』[16]